# Arenales de San Gregorio
Aranales de San Gregorio este un oraș din Spania, situat în provincia Ciudad Real din comunitatea autonomă Castilia-La Mancha. Are o populație de 696 de locuitori.